# Gonomyia (Leiponeura) ctenophora
Gonomyia (Leiponeura) ctenophora is een tweevleugelige uit de familie steltmuggen (Limoniidae). De soort komt voor in het Neotropisch gebied.